# Retrato oficial do Presidente Aníbal Cavaco Silva
O retrato oficial do Presidente Aníbal Cavaco Silva é um quadro a óleo do pintor Carlos Barahona Possollo, patente na Galeria de Retratos Oficiais do Museu da Presidência da República. Concluído em 2009, o retrato só foi revelado ao público em 2016, imediatamente antes da cessação do mandato de Cavaco Silva.
No retrato, o Presidente surge de pé, ao lado de uma secretária discreta sobre a qual se encontram um tinteiro de prata, folhas manuscritas, e quatro livros empilhados (os dois do topo são a Constituição da República Portuguesa, e A Riqueza das Nações, de Adam Smith, ambos incluídos na composição por vontade do retratado). O Presidente tem a sua mão esquerda sobre a Constituição, e uma caneta na mão direita. De fato preto e gravata encarnada, ostenta na lapela esquerda do casaco a discreta roseta da Banda das Três Ordens. O fundo encontra-se preenchido pela bandeira nacional. Segundo Barahona Possollo, o quadro está "num género suave, contido, o mais realista possível, com referências ao retratado e não é muito invasivo".
Cavaco Silva foi acompanhando a feitura do retrato, em grande parte trabalhado no antigo atelier de pintura do rei D. Carlos no Palácio de Belém. O quadro foi escolhido entre dois que foram pintados por dois artistas diferentes pessoalmente seleccionados pelo Presidente e pela Primeira-dama, Maria Cavaco Silva, bem como a família mais próxima. O nome do segundo artista não foi revelado. Com os dois retratos prontos, o Presidente pediu a 40 pessoas do seu círculo de colaboradores e familiares que os vissem e que votassem naquele que preferiam numa urna.